# Пекари (Сьредський повіт)
Пекари (пол. Piekary, нім. Beckern) — село в Польщі, у гміні Уданін Сьредського повіту Нижньосілезького воєводства.
Населення — 248 осіб (2011).
У 1975-1998 роках село належало до Легницького воєводства.

## Демографія
Демографічна структура станом на 31 березня 2011 року:
|          | Загалом | Допрацездатний вік | Працездатний вік | Постпрацездатний вік |
| -------- | ------- | ------------------ | ---------------- | -------------------- |
| Чоловіки | 114     | 25                 | 72               | 17                   |
| Жінки    | 134     | 28                 | 70               | 36                   |
| Разом    | 248     | 53                 | 142              | 53                   |